# Districts de Lauenburg et de Bütow

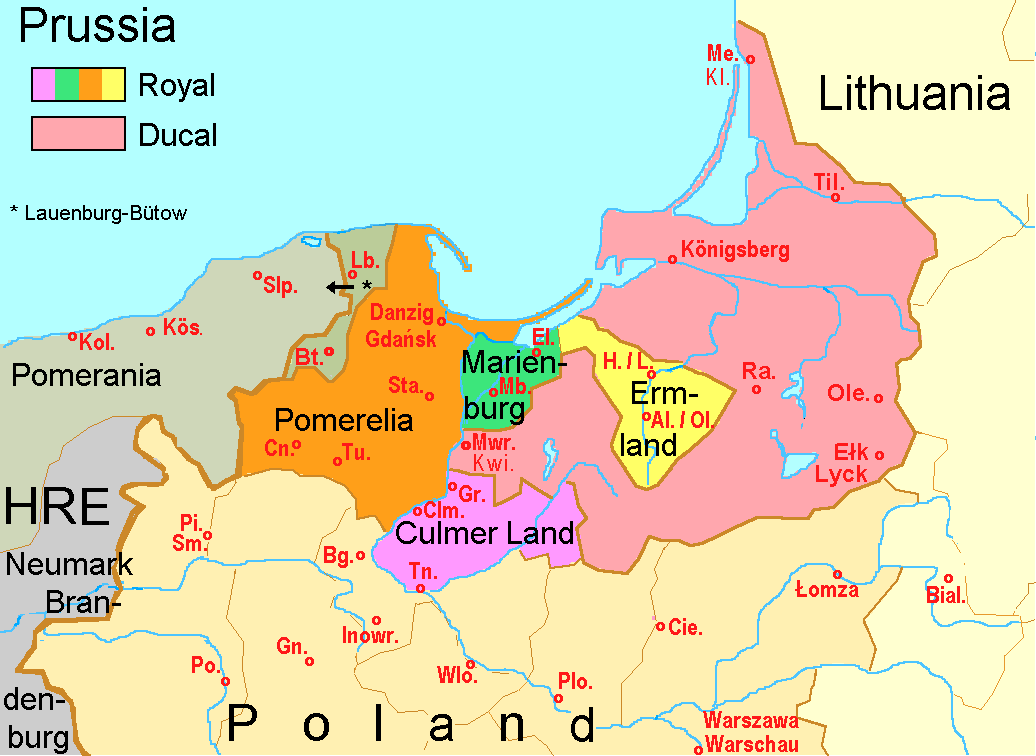
Les districts poméréliens de Lauenburg et Bütow, identifiés par Lb. et Bt, vassaux à partir de 1526 du duché de Poméranie.

Les districts de Lauenburg et Bütow,, (en allemand : Länder ou Lande Lauenburg und Bütow ; en polonais : Ziemia lęborsko-bytowska ; en cachoube : Lãbòrskò-bëtowskô Zemia) formaient une région frontaliére historique sur la bordure occidentale de la Poméranie orientale (Pomérélie). Il était composé de deux districts centrés sur les villes de Lauenburg (Lębork, aussi connu en français sous le nom de Lavenbourg) et Bütow (Bytów, qui a pu se traduire en français par Butovie). Ces districts font aujourd'hui partie de la voïvodie polonaise de Poméranie.

## Histoire

### Royaume de Pologne
Aux XIIe et XIIIe siècles, la zone à l'Est de la Łeba inférieure se trouvait à la périphérie ouest des principautés de la Poméranie orientale, lesquels étaient gouvernées par la dynastie des Samborides à Dantzig, descendants du prince Subisław Ier (mort après 1178). Initialement vassaux de la couronne polonaise des Piast, ils étaient distincts de la dynastie des Griffon à Stetin, seigneurs du duché de Poméranie à l'Ouest, qui en 1181 était devenu un État du Saint-Empire romain. 
Après la défaite danoise à la bataille de Bornhöved en 1227, le duc Świętopełk II acquiert les districts de Sławno et de Słupsk au-délà de la Łeba, autrefois possession de Racibor II issu d'une branche cadette des Griffon (Ratiborides), et se déclare dux Pomeranorum (« duc de Poméranie »), entendant régner de façon indépendante sur son territoire élargi de la Poméranie de Dantzig (Pomorze Gdańskie). Les pays le long de la Łeba étaient détenus par le frère cadet de Świętopełk, Racibor de Białogarda qui après 1262 rejoint l’ordre Teutonique et lui fait don de ses terres. 

### Ordre Teutonique
Cependant, la lignée des Samborides s'éteignit à la mort du fils de Świętopełk, Mestwin II, en 1294, et, en accord avec le traité de Kępno, leur duché revint au royaume de Pologne (1138-1227) du roi Przemysław II. Le margraviat de Brandebourg cherchait cependant également à contrôler la région, et, dans le conflit armé qui s'ensuivit, le duc polonais Władysław I le Coude-haut appela les chevaliers teutoniques à l'aide. Après avoir expulsé les Brandebourgeois de Gdańsk, les Chevaliers massacrèrent la population locale et prirent en 1308 le contrôle de Gdańsk et des régions adjacentes. Au mépris des revendications polonaises, l'État de l'Ordre conclut le traité de Soldin avec le Brandebourg l'année suivante, en vertu duquel les Chevaliers revendiquèrent toutes les terres poméréliennes — y compris les districts de Lauenburg et Bütow — tandis que les terres adjacentes de Sławno et de Słupsk revenaient aux Brandebourgeois (avant d'être récupérés dès 1316 par le Duché de Poméranie — préfigurant le duché de Słupsk). Les Greifen ont également acquis en 1317 la région de Bütow, qui a de nouveau été vendue aux chevaliers en 1329. Après avoir payé les margraves de Brandebourg, les chevaliers teutoniques intégrèrent les terres poméréliennes à leur État, les districts de Lauenburg et Bütow marquant sa frontière occidentale avec le duché de Poméranie. Les chevaliers invitèrent des colons allemands (voir à ce sujet l'article sur la Colonisation germanique de l'Europe orientale) et accordèrent aux villes de Lauenburg et Bütow le droit de Culm, respectivement en 1341 et en 1346. Lauenburg ainsi que Łeba rejoignirent le soulèvement de 1454 de la Confédération prussienne, qui déclencha la guerre de Treize Ans entre le royaume de Pologne (1385-1569) et l'État de l'Ordre.

### Fief polonais aux ducs de Poméranie
En 1455, la Pologne promit les terres de Lauenburg et de Bütow au duc Éric II de Poméranie en échange de son soutien, mais les villes étaient toujours détenues par les troupes des chevaliers teutoniques. Lorsque la défaite de l'Ordre et la deuxième paix de Thorn en 1466 mirent fin à la guerre, le roi Casimir IV Jagellon de Pologne accorda de nouveau les villes à la Poméranie, tandis que le reste de la Pomérélie devenait une partie de la Prusse royale. La situation fut définitivement réglée en 1526, lorsque le roi Sigismond Ier l'Ancien donna la région en tant que fief ("libere a servitio et a iuramento") au duc Georges Ier de Poméranie. 

### République des Deux Nations

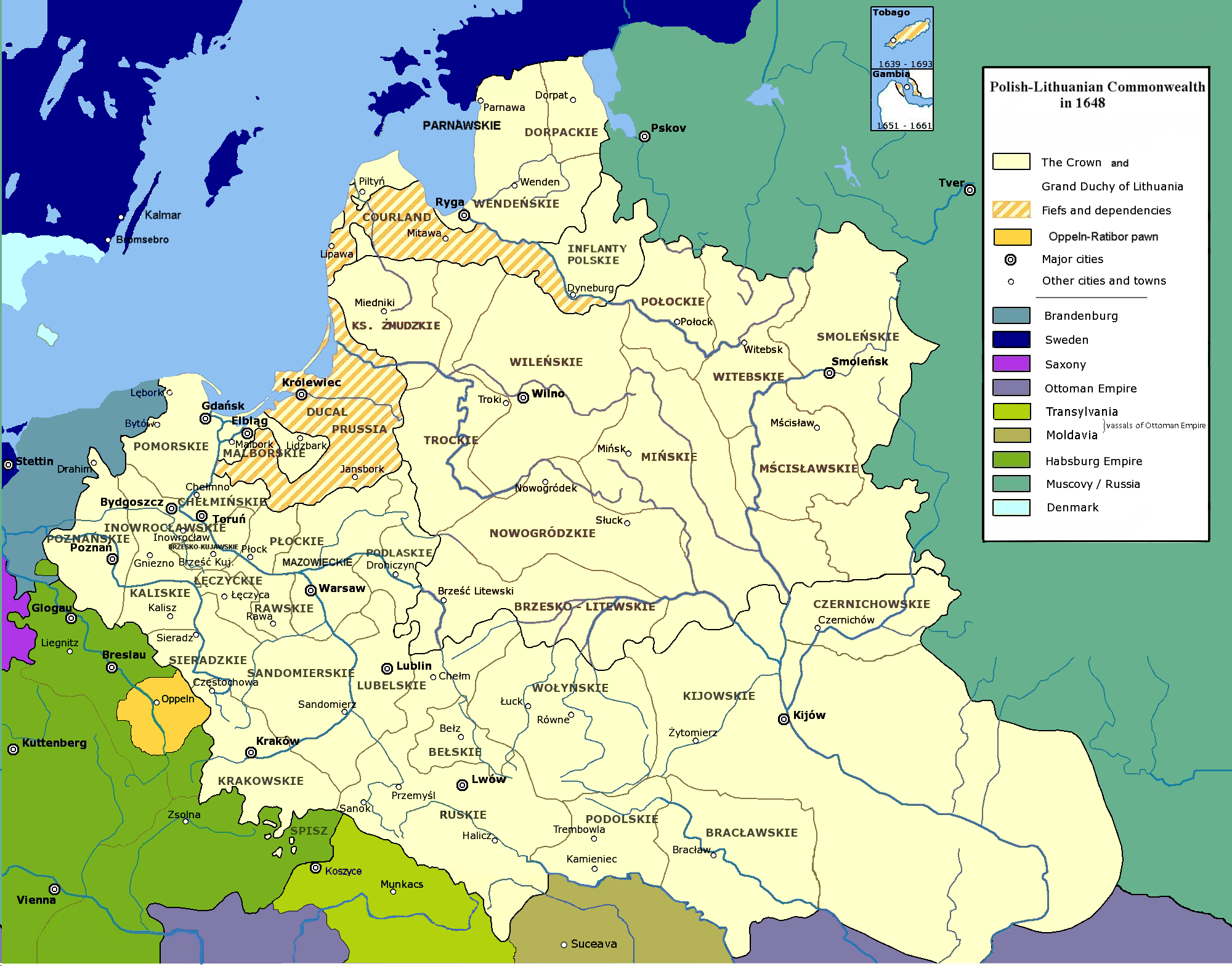
La république des Deux Nations en 1648.

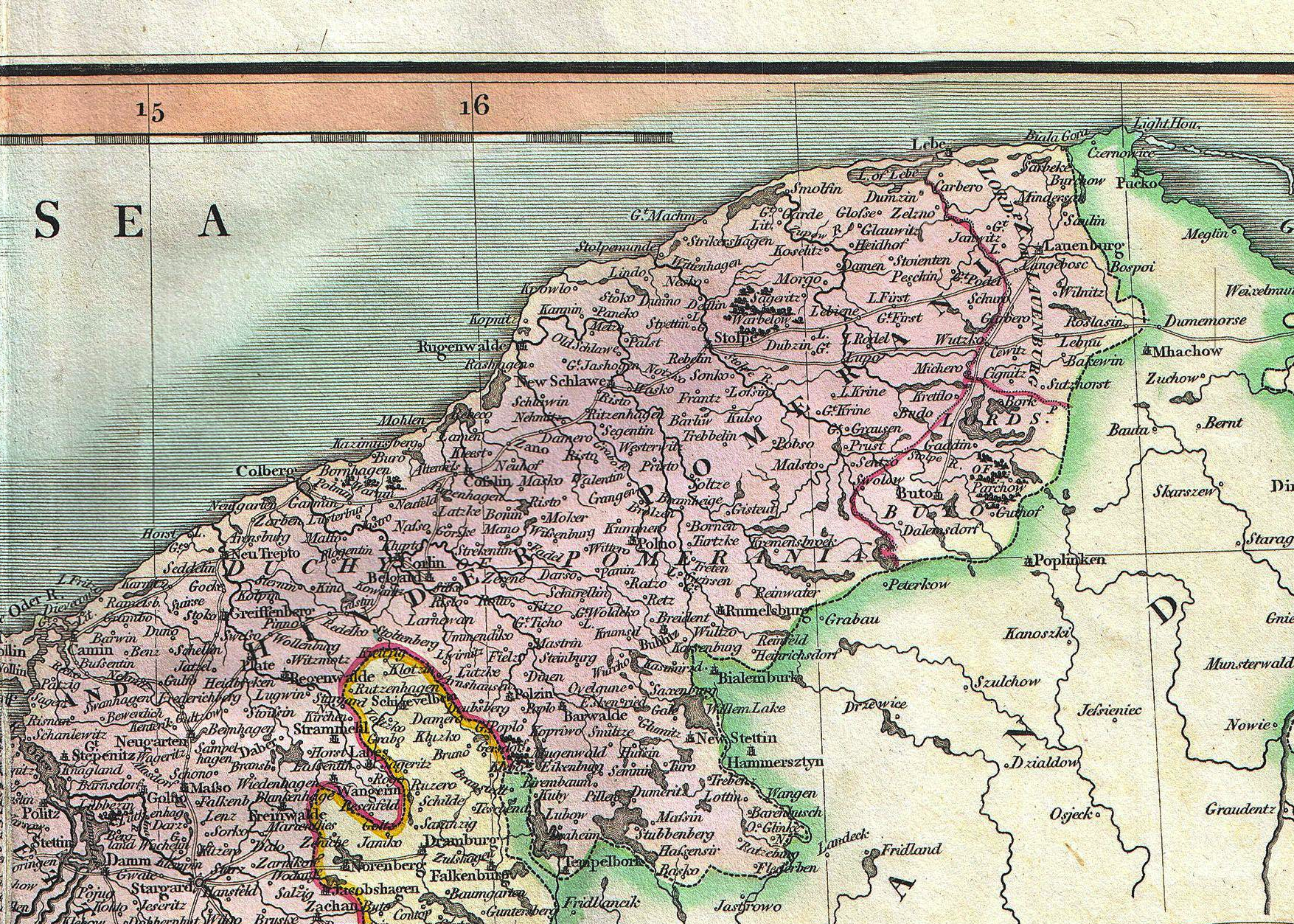
Les seigneuries de Lauenburg et Bütow (ici appelée Buto) sur une carte de la Poméranie ultérieure du XVIIIe siècle.

Après la mort sans enfant du dernier duc de Poméranie, Bogusław XIV de Poméranie (1637), les deux districts devinrent une "terre" (terra, ziemia) de la couronne polonaise ; puis, en 1641, une partie de la voïvodie de Poméranie. Alors que la Réforme avait été imposée par les ducs de Poméranie, les Polonais firent en sorte de restaurer l'assise du catholicisme sur la région. 

### Fief polonais auBrandebourg-Prusse
Après le traité de Bydgoszcz de 1657, qui avait amendé le traité de Wehlau, les districts de Lauenburg et de Bütow furent accordés comme fief à la dynastie Hohenzollern de Brandebourg-Prusse en échange de son aide contre la Suède dans la guerre suédo-polonaise, sous les mêmes conditions que celles dont jouissaient auparavant les ducs de Poméranie. Les Hohenzollern avaient également acquis les terres adjacentes de Poméranie Ultérieure à l'extinction de la lignée, et, depuis 1618, détenaient le duché de Prusse en union personnelle.

### Royaume de Prusse
Lauenburg-Bütow resta officiellement un fief polonais jusqu'au premier partage de la Pologne en 1772. Le roi Frédéric II de Prusse avait incorporé le territoire l'année précédente et le traité de Varsovie qui suivit en 1773 rendit caduques les anciennes conditions de vassalité. En 1777, les districts furent rattachés à la province prussienne de Poméranie, et, après les guerres napoléoniennes (1815), à une province de Poméranie agrandie. En 1846, le double-district a été divisé en deux Landkreise, Lauenburg et Bütow, tous deux parties du Regierungsbezirk de Köslin, mais restaient jusqu’à 1866 hors de l’Allemagne.

### État libre de Prusse
Alors qu'une grande partie des terres poméréliennes annexées par la Prusse sont retournées à la Seconde République polonaise après la Première Guerre mondiale, les villes de Lauenburg et Bütow sont restées allemandes jusqu'en 1945. 

### Pologne
Conformément à l'accord de Potsdam, ils ont ensuite été attribués à la république populaire de Pologne.

## Sources
1. ↑  Karin Friedrich, The Other Prussia: Royal Prussia, Poland and Liberty, 1569-1772, p. 150, 2006 
Frederick William gained the East Pomeranian districts of Lauenburg and Bütow (Lebork and Bytow), which had returned to Polish rule as fiefs after the...
2. ↑  J. H. W. Verzijl, W. P. Heere, J. P. S. Offerhaus, International law in historical perspective[page à préciser]
3. ↑  Beth Lettow Brusius, John Milton Liittschwager, The Lettows, B.L. Brusius, 1984, p.14
however, thisexcluded the lands of Lauenburg and Butow which reverted to Poland
4. ↑  Dietmar Willoweit, Hans Lemberg, Reiche und Territorien in Ostmitteleuropa: Historische Beziehungen und politische Herrschaftslegitimation, Oldenbourg Wissenschaftsverlag, 2006, p. 97,  (ISBN 3-486-57839-1)
5. ↑  Translation of a treaty between the King of Prussia and the King and Republic od Poland. In: The Scots Magazine, vol. XXXV, Edinburgh 1773, pp. 687–691.